# Серафим Тодоров
Вижте пояснителната страница за други личности с името Тодоров.
Серафим Симеонов Тодоров, известен и като Сарафа, е български боксьор, от ромски произход.

## Биография
Серафим Тодоров е роден на 6 юли 1969 г. в град Пещера.
19-годишният му син Симеон Тодоров тренира децата на местния волейболен отбор в град Пазарджик. Брат му Стефан Тодоров също е състезател по бокс.
През 2010 г. Серафим Тодоров кани поета, журналист и негов приятел Христо Христов да напише биографична книга за него. Когато започват интервютата, Христов не понася историята за живота на Серафим и го моли да не издава книгата. Двамата се отказват от идеята.
През 2019 г. се снима в игралния филм „Снимка с Юки“, където играе ролята на бащата на Асенчо.

## Състезателна кариера
Серафим Тодоров е сред най-успешните български боксьори за всички времена. По време на неговата кариера има 3 световни и 3 европейски титли. 2 пъти е избран за „Спортист на годината“ (1991 и 1993), като втория път изпреварва „палача“ на французите Емил Костадинов. Има и 3 титли от турнира „Странджа“ (1989, 1993 и 1996). Когато е на върха на славата, мениджъри от САЩ и Австралия го искат за профибоксьор, но той отказва.
- 1980-87: ДФС Пещера
- 1988-89: ЦСКА
- 1990-96: Славия

На Летните олимпийски игри в Атланта през 1996 г. Тодоров побеждава Флойд Мейуедър, състезател по бокс, непобеден в професионалната си кариера, и печели сребърен медал, след като на финала бива победен от тайландеца Сомлук Камсинг. До днес Серафим е един от малкото хора, победили Мейуедър в боксов мач.

## Успехи
- 1996 г. –  второ място на Олимпийските игри в Атланта, категория 57 кг
- 1996 г. –  победител в турнира „Странджа“
- 1995 г. –  световен шампион по бокс за аматьори, категория 57 кг
- 1993 г. – спортист №1 на България
- 1993 г. –  световен шампион по бокс за аматьори, категория 57 кг
- 1993 г. –  победител в турнира Странджа
- 1991 г. – спортист №1 на България
- 1991 г. –  световен шампион по бокс за аматьори, категория 54 кг
- 1991 г. –  европейски шампион за мъже
- 1989 г. –  второ място на световното първенство по бокс за аматьори, категория 54 кг
- 1989 г. –  европейски шампион за мъже
- 1989 г. –  победител в турнира Странджа
- 1986 г. –  европейски шампион за юноши

## Телевизионни изяви
На 30 януари 2024 г. е обявено, че Тодоров е сред участниците в танцовото риалити шоу „Денсинг Старс“ по bTV.